# Königliches Panzermuseum

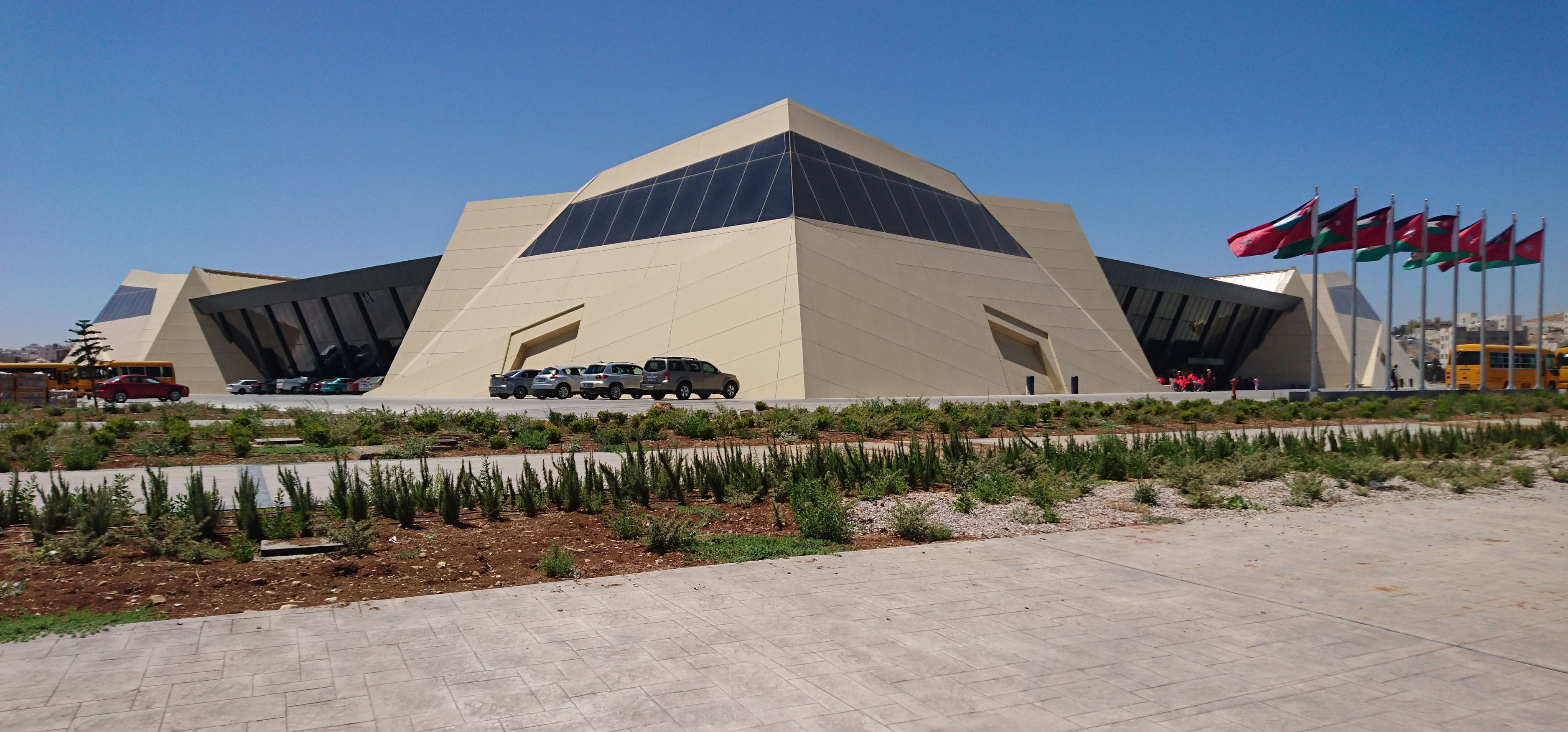
Das Königliche Panzermuseum in Amman

Das königliche Panzermuseum in Amman wurde am 29. Januar 2018 eröffnet und besteht aus 15 Ausstellungshallen. Es stellt auf knapp 20.000 m² etwa 140 Panzer aus jordanischer, US-amerikanischer, britischer, sowjetischer und deutscher Produktion aus. Ein Raum ist der lokalen Militärindustrie gewidmet und zeigt aktuelle Fahrzeugmodelle. Das Museum umfasst Originalausrüstungsgegenstände und einige seltene sowie restaurierte Teile, welche die Entwicklung von Militärfahrzeugen seit 1915 erzählt. Das Gebäude wurde nach einem Entwurf des jordanischen Architekten Zaid Daoud gebaut und ist von der Ausstellungsfläche her das größte Museum in Jordanien.

## Ausstellungsobjekte
Übersicht der ausgestellten Objekte ohne den Anspruch auf Vollständigkeit:
Fahrzeuge (Deutschland)
- Sd.Kfz. 221
- Pz.Kpfw. I
- Pz.Kpfw. 38 (t)
- Pz.Kpfw. IV (Mock Up Ausf. D)
- Pz.Kpfw. IV Ausf. G/H
- Goliath Ladungsträger
- VW Kübelwagen
- Pz.Kpfw. Panther Ausf. G (Transportkette und Stahllaufrolle)
- Pz.Kpfw. Panther Ausf. A
- StuG III Ausf. G
- Kettenkrad
- Jagdpanzer 38
- Opel Maultier
- VW Schwimmwagen
- BMW R75
- Leopard 1
- Jagdpanther (Mock-Up)
- OT-810 (als Sd.Kfz. 251 Mock-Up)

Fahrzeuge (USA)
- M10 Tank Destroyer
- ONTOS
- M8 Greyhound
- M22 Locust
- M4 Sherman
- M3 Grant
- M36 Jackson
- M41 Walker Bulldog
- M42 Duster
- M47 Patton
- M48 Patton
- Mark IV (Replica)
- M113 APC
- Willy’s Jeep
- M3 Stuart Honey
- M44 Selfpropelled Howitzer
- M60 A1
- M52 Self-Propelled Howitzer
- Staghound
- M3 Halftrack
- M24 Chaffee

Fahrzeuge (Großbritannien)
- Rolls-Royce Armoured Car
- Vicker-Carden-Loyd Mk.
- Infantry Tank Churchill
- Cruiser Tank Mk III
- Charioteer
- Daimler Dingo
- Infantry Tank Valentine Mk. V
- Loyd Carrier
- Sexton
- Chevrolet LRDP
- Comet
- Cromwell
- Archer Self-propelled 17-pdr
- Infantry Tank Matilda II
- Challenger Mk. I / Al Hussein Tank
- Centurion Mk. I
- Vicker MBT Mk. III
- Alvis Saladin
- Centurion Mk.
- Morris Quad Artillery Tractor
- Conqueror
- Land Rover
- Ferret Armoured Car
- Chieftain Mk.
- Universal Carrier

Fahrzeuge (Südafrika)
- Marmon Harrington Command
- Marmon Harrington Scout Car
- Otter
- M4 Sherman DV
- Saracin APC
- Marmon Harrington
- Ratel IFV

Fahrzeuge (Frankreich)
- Chenillette UE
- AMX-13 75mm
- AMX 30
- Panhard VCL
- Panhard AML
- Lorraine 37L (Waldschlepper)

Fahrzeuge (Sowjetunion/Russland)
- BMP-1
- IS-3
- T-55
- T-62
- BRDM-2
- T-54
- T-64
- T-72
- BA-64
- SU-100
- T-34/85

Fahrzeuge (Sonstige)
- „Da Vinci“-Tank
- AT Jeep
- Wagner Armoured Truck (Jordan)
- Ford Troop Transport Truck (Jordan)
- M51 Supersherman
- Stringsvagn (Modell ?)
- Merkava (Modell ?)
- Type 61

Geschütze
- 8,8-cm-Flak 36/37
- 25 pdr
- 12.7mm Quad AA Gun

- Cobra - Helicopter